# Boksen op de Olympische Zomerspelen 1996
Boksen is een van de sporten die beoefend werden tijdens de Olympische Zomerspelen 1996 in Atlanta.

## Mannen
Uitslagen per gewichtsklasse: 

### lichtvlieggewicht (tot 48 kg)
| rang   | sporter          | land |
| ------ | ---------------- | ---- |
| Goud   | Daniel Petrov    | BUL  |
| Zilver | Mansueto Velasco | PHI  |
| Brons  | Oleg Kirjoechin  | UKR  |
| Brons  | Rafael Lozano    | ESP  |
| 5      | Hamid Berhili    | MAR  |
| 5      | Albert Guardado  | USA  |
| 5      | Somrot Kamsing   | THA  |
| 5      | Lamasara Lapaini | INA  |

### vlieggewicht (tot 51 kg)
| rang   | sporter             | land |
| ------ | ------------------- | ---- |
| Goud   | Maikro Romero       | CUB  |
| Zilver | Boelat Dzjoemadilov | KAZ  |
| Brons  | Zoltan Lunka        | GER  |
| Brons  | Albert Pakejev      | RUS  |
| 5      | Mehdi Assous        | ALG  |
| 5      | Damaen Kelly        | IRL  |
| 5      | Elias Recaido       | PHI  |
| 5      | Daniel Reyes        | COL  |

### bantamgewicht (tot 54 kg)
| rang   | sporter                  | land |
| ------ | ------------------------ | ---- |
| Goud   | István Kovács            | HUN  |
| Zilver | Arnaldo Mesa             | CUB  |
| Brons  | Vichairachanon Khadpo    | THA  |
| Brons  | Raimkoel Malachbekov     | RUS  |
| 5      | Rachid Bouaita           | FRA  |
| 5      | Hicham Nafil             | MAR  |
| 5      | Crinu Olteanu            | ROU  |
| 5      | Davaatseren Tseyen-Oidov | MGL  |

### vedergewicht (tot 57 kg)
| rang   | sporter          | land |
| ------ | ---------------- | ---- |
| Goud   | Somluck Kamsing  | THA  |
| Zilver | Serafim Todorov  | BUL  |
| Brons  | Pablo Chacón     | ARG  |
| Brons  | Floyd Mayweather | USA  |
| 5      | Lorenzo Aragón   | CUB  |
| 5      | Falk Huste       | GER  |
| 5      | János Nagy       | HUN  |
| 5      | Ramaz Paliani    | RUS  |

### lichtgewicht (tot 60 kg)
| rang   | sporter             | land |
| ------ | ------------------- | ---- |
| Goud   | Hocine Soltani      | ALG  |
| Zilver | Tontsjo Tontsjev    | BUL  |
| Brons  | Terrance Cauthen    | USA  |
| Brons  | Leonard Doroftei    | ROU  |
| 5      | Shin Eun-chul       | KOR  |
| 5      | Koba Gogoladze      | GEO  |
| 5      | Veongviact Phongsit | THA  |
| 5      | Michael Strange     | CAN  |

### halfweltergewicht (tot 63.5 kg)
| rang   | sporter            | land |
| ------ | ------------------ | ---- |
| Goud   | Héctor Vinent      | CUB  |
| Zilver | Oktay Urkal        | GER  |
| Brons  | Fethi Missaoui     | TUN  |
| Brons  | Bolat Nijazimbetov | KAZ  |
| 5      | Mohamed Allalou    | ALG  |
| 5      | Babak Moghimi      | IRI  |
| 5      | Nordine Mouchi     | FRA  |
| 5      | Eduard Zacharov    | RUS  |

### weltergewicht (tot 67 kg)
| rang   | sporter         | land |
| ------ | --------------- | ---- |
| Goud   | Oleg Saitov     | RUS  |
| Zilver | Juan Hernández  | CUB  |
| Brons  | Daniel Santos   | PUR  |
| Brons  | Marian Simion   | ROU  |
| 5      | Hasan Al        | DEN  |
| 5      | Nariman Atajev  | UZB  |
| 5      | Kamel Chater    | TUN  |
| 5      | Nurzahan Smanov | KAZ  |

### halfmiddengewicht (tot 71 kg)
| rang   | sporter                | land |
| ------ | ---------------------- | ---- |
| Goud   | David Reid             | USA  |
| Zilver | Alfredo Duvergel       | CUB  |
| Brons  | Jermachan Ibraimov     | KAZ  |
| Brons  | Karim Toelaganov       | UZB  |
| 5      | Markus Beyer           | GER  |
| 5      | Rival Cadeau           | SEY  |
| 5      | Mohamed Salah Marmouri | TUN  |
| 5      | Antonio Perugino       | ITA  |

### middengewicht (tot 75 kg)
| rang   | sporter           | land |
| ------ | ----------------- | ---- |
| Goud   | Ariel Hernández   | CUB  |
| Zilver | Malik Beyleroğlu  | TUR  |
| Brons  | Mohamed Bahari    | ALG  |
| Brons  | Rhoshii Wells     | USA  |
| 5      | Tomasz Borowski   | POL  |
| 5      | Aleksandr Lebziak | RUS  |
| 5      | Brain Magee       | IRL  |
| 5      | Dilsjod Jarbekov  | UZB  |

### halfzwaargewicht (tot 81 kg)
| rang   | sporter        | land |
| ------ | -------------- | ---- |
| Goud   | Vasili Zjirov  | KAZ  |
| Zilver | Lee Seung-bae  | KOR  |
| Brons  | Antonio Tarver | USA  |
| Brons  | Thomas Ulrich  | GER  |
| 5      | Daniel Bispo   | BRA  |
| 5      | Stipe Drviš    | CRO  |
| 5      | Enrique Flores | PUR  |
| 5      | Troy Amos-Ross | CAN  |

### zwaargewicht (tot 91 kg)
| rang   | sporter          | land |
| ------ | ---------------- | ---- |
| Goud   | Félix Savón      | CUB  |
| Zilver | David Defiagbon  | CAN  |
| Brons  | Nate Jones       | USA  |
| Brons  | Luan Krasniqi    | GER  |
| 5      | Sergej Ditsjkov  | BLR  |
| 5      | Georgi Kandelaki | GEO  |
| 5      | Christophe Mendy | FRA  |
| 5      | Jiang Tao        | CHN  |

### superzwaargewicht (boven 91 kg)
| rang   | sporter           | land |
| ------ | ----------------- | ---- |
| Goud   | Wladimir Klitsjko | UKR  |
| Zilver | Paea Wolfgramm    | TGA  |
| Brons  | Duncan Dokiwari   | NGR  |
| Brons  | Aleksei Lezin     | RUS  |
| 5      | Attila Levin      | SWE  |
| 5      | Adaliat Mamedov   | AZE  |
| 5      | René Monse        | GER  |
| 5      | Alexis Rubalcaba  | CUB  |

## Medaillespiegel
| rang   | land             | goud | zilver | brons | totaal |
| ------ | ---------------- | ---- | ------ | ----- | ------ |
| 1      | Cuba             | 4    | 3      | 0     | 7      |
| 2      | Bulgarije        | 1    | 2      | 0     | 3      |
| 3      | Kazachstan       | 1    | 1      | 2     | 4      |
| 4      | Verenigde Staten | 1    | 0      | 5     | 6      |
| 5      | Rusland          | 1    | 0      | 3     | 4      |
| 6      | Algerije         | 1    | 0      | 1     | 2      |
| 6      | Oekraïne         | 1    | 0      | 1     | 2      |
| 6      | Thailand         | 1    | 0      | 1     | 2      |
| 9      | Hongarije        | 1    | 0      | 0     | 1      |
| 10     | Duitsland        | 0    | 1      | 3     | 4      |
| 11     | Canada           | 0    | 1      | 0     | 1      |
| 11     | Filipijnen       | 0    | 1      | 0     | 1      |
| 11     | Tonga            | 0    | 1      | 0     | 1      |
| 11     | Turkije          | 0    | 1      | 0     | 1      |
| 11     | Zuid-Korea       | 0    | 1      | 0     | 1      |
| 16     | Roemenië         | 0    | 0      | 2     | 2      |
| 17     | Argentinië       | 0    | 0      | 1     | 1      |
| 17     | Nigeria          | 0    | 0      | 1     | 1      |
| 17     | Oezbekistan      | 0    | 0      | 1     | 1      |
| 17     | Puerto Rico      | 0    | 0      | 1     | 1      |
| 17     | Spanje           | 0    | 0      | 1     | 1      |
| 17     | Tunesië          | 0    | 0      | 1     | 1      |
| totaal | totaal           | 12   | 12     | 24    | 48     |